# Barbosella crassifolia
Barbosella crassifolia är en orkidéart som först beskrevs av Gustavo Gustaf Edwall, och fick sitt nu gällande namn av Rudolf Schlechter. Barbosella crassifolia ingår i släktet Barbosella och familjen orkidéer. Inga underarter finns listade i Catalogue of Life.

## Bildgalleri

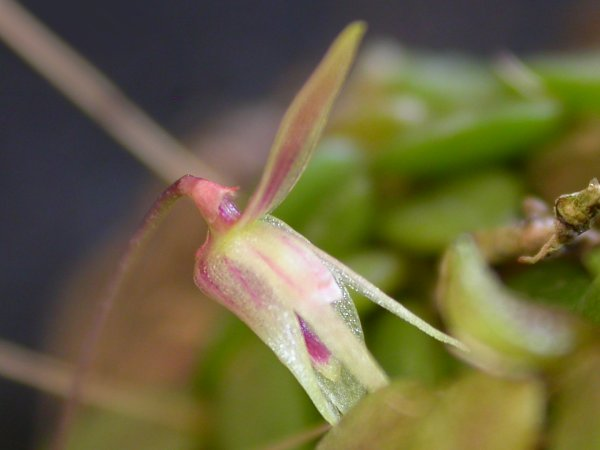